# Моррис, Чарлз Уильям
Чарлз Уи́льям Мо́ррис (англ. Charles W. Morris; 23 мая 1903, Денвер, США — 15 января 1979, Гейнсвилл, Флорида, США) — американский философ, один из основателей семиотики. Ввёл термин «прагматика».
Моррис некоторое время учился в Висконсинском университете, а затем изучал инженерное дело и психологию в Северо-Западном университете, окончив его в 1922 году с дипломом бакалавра наук. В том же году он поступил в Чикагский университет, где стал соискателем докторской степени по философии под руководством Джорджа Герберта Мида. Моррис защитил диссертацию по символической модели психики и получил степень доктора философии Чикагского университета в 1925 году.

## Философия Морриса
Семиотика (наука о знаках) рассматривается Моррисом как метанаука и инструмент наук. Процесс формирования знака он называет семиозисом, а сам знак структурой, состоящей из четырёх элементов: собственно знак, значение (интерпретация), означаемое (десигнат), истолкователь. Реально существующий десигнат Моррис именует денотатом.
Моррис развивал бихевиористскую теорию знаков, стремясь объединить логический позитивизм, с одной стороны, и бихевиористский эмпиризм и прагматизм, с другой стороны. Основой этого синтеза стал тезис о том, что символы соотносятся 1) с объектом, 2) личностью, и 3) с другими символами.
Семиотика делится на три раздела:
- Семантика — отношение знака к объекту (естествознание).
- Синтаксис — отношение знаков между собой (лингвистика, логика).
- Прагматика — отношение знака к субъекту (психология).